# (22694) Tyndall
(22694) Tyndall  es un asteroide perteneciente al cinturón de asteroides, descubierto el 26 de agosto de 1998 por Eric Walter Elst desde el Observatorio de La Silla, en Chile.

## Designación y nombre
Tyndall se designó inicialmente como 1998 QF104.
Más adelante fue nombrado en honor al físico irlandés  John Tyndall (1820-1893).

## Características orbitales
Tyndall orbita a una distancia media del Sol de 2,5368 ua, pudiendo acercarse hasta 2,2824 ua y alejarse hasta 2,7911 ua. Tiene una excentricidad de 0,1002 y una inclinación orbital de 14,9399° grados. Emplea en completar una órbita alrededor del Sol 1475 días.

## Características físicas
Su magnitud absoluta es 13,2. Tiene 6,404 km de diámetro. Su albedo se estima en 0,248.